# Resolução 57 do Conselho de Segurança das Nações Unidas
Resolução 57 do Conselho de Segurança das Nações Unidas, aprovada em 18 de setembro de 1948.
Chocado com a morte do conde Folke Bernadotte, mediador das Nações Unidas na Palestina, o Conselho solicitou que o Secretário-Geral mantenha a bandeira das Nações Unidas, a meio mastro por três dias, autorizou-o a atender a partir do Fundo de Capital de Giro todas a despesas relacionadas com a morte brutal do mediador das Nações Unidas e de ser representado no enterro do Presidente da pessoa a quem ele pode nomear para a ocasião.
Foi aprovada por unanimidade.